# Cetoniini

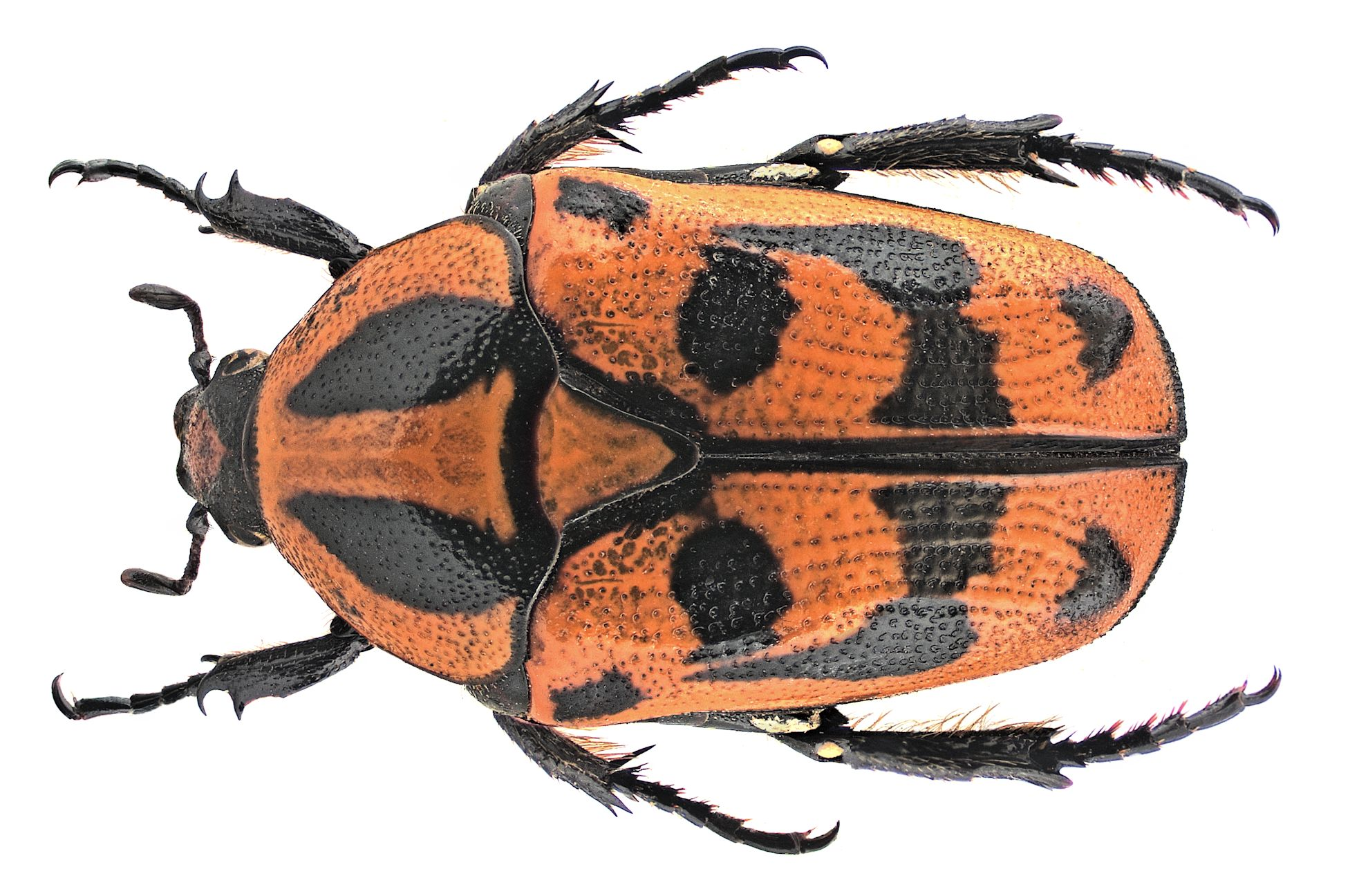
Pachnoda interrupta

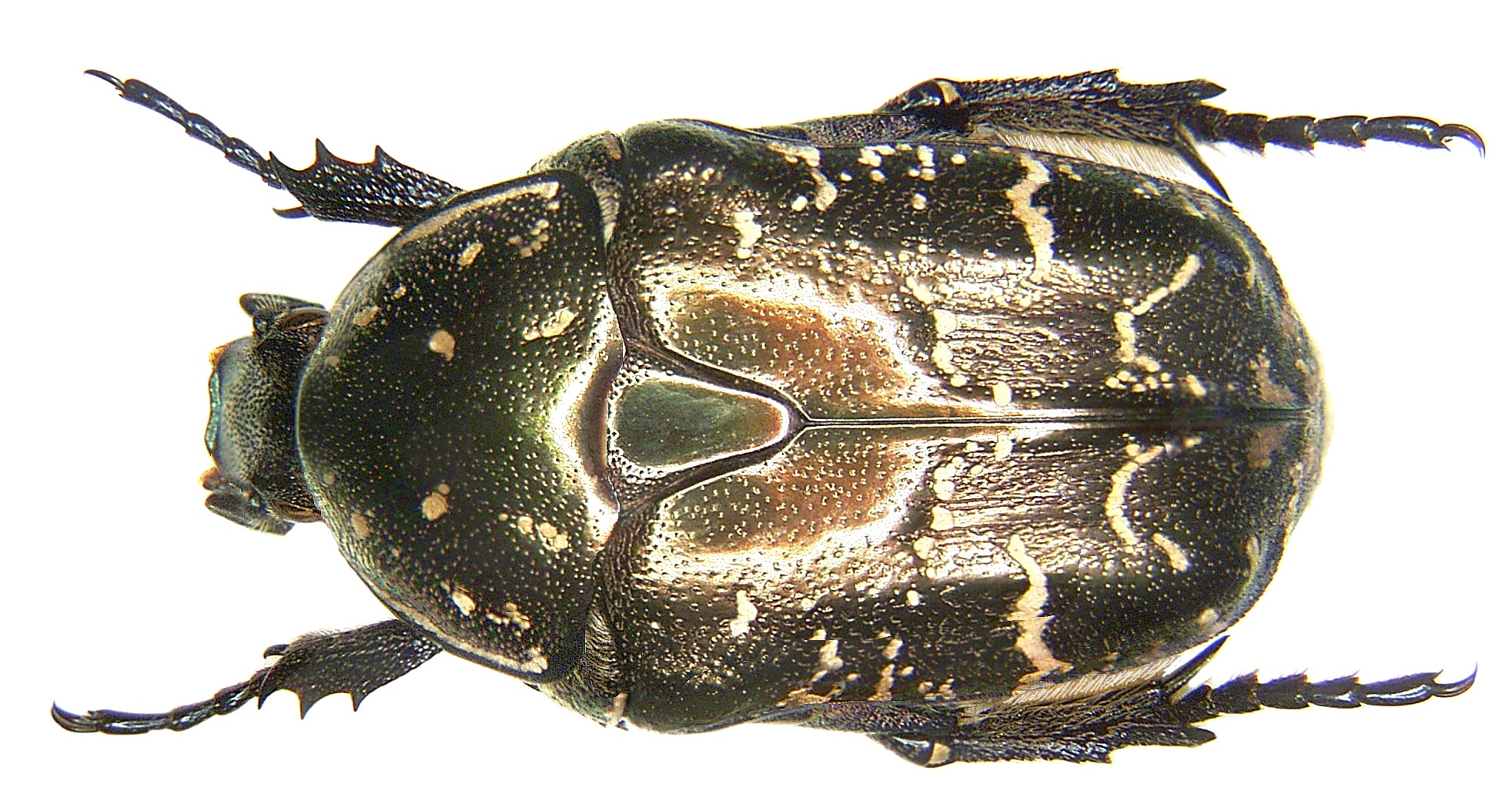
Protaetia cuprina

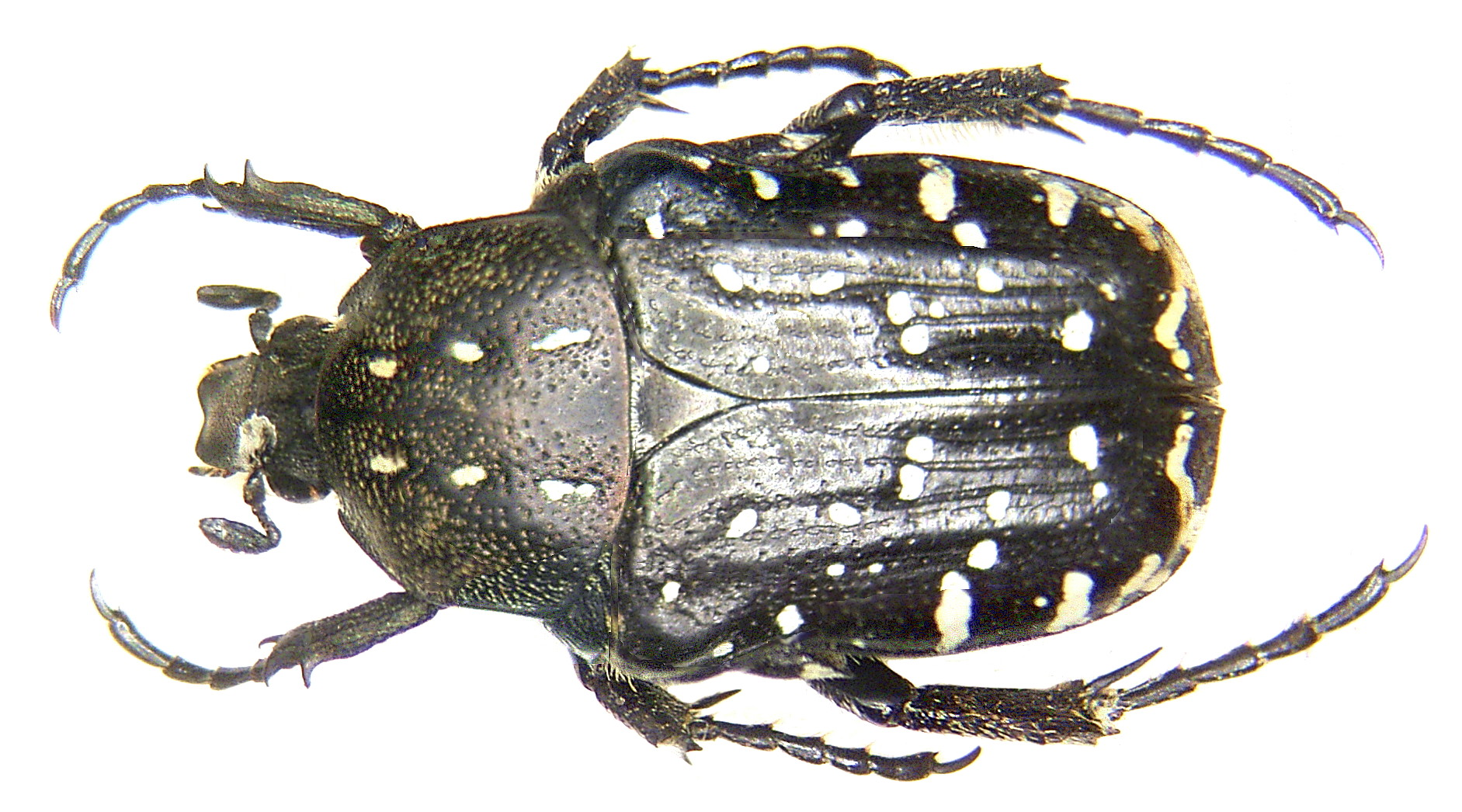
Łanocha pobrzęcz

Cetoniini – plemię chrząszczy z rodziny poświętnikowatych i podrodziny kruszczycowatych.

## Rodzaje
Plemię obejmuje ponad 80 rodzajów w 3 podplemionach:
Podplemię Cetoniina
- Aethiessa Burmeister, 1842
- Anatona Burmeister, 1842
- Anelaphinis Kolbe, 1912
- Aphelinis Antoine, 1987
- Atrichelaphinis Kraatz, 1898
- Atrichiana Distant, 1911
- Badizoblax Thomson, 1877
- Callophylla Moser, 1916
- Centrantyx Fairmaire, 1884
- Cetonia Fabricius, 1775
- Chewia Legrand, 2004
- Chiloloba Burmeister, 1842
- Cosmesthes Kraatz, 1880
- Cosmiophaena Kraatz, 1899
- Dischista Burmeister, 1842
- Dolichostethus Kolbe, 1912
- Elaphinis Burmeister, 1842
- Enoplotarsus Lucas, 1859
- Erlangeria Preiss, 1902
- Gametis Burmeister, 1842
- Gametoides Antoine, 2006
- Glycosia Schoch, 1896
- Glycyphana Burmeister, 1842
- Gymnophana Arrow, 1910
- Hemiprotaetia Mikšič, 1963
- Heteralleucosma Antoine, 1989
- Heterocnemis Albers, 1852
- Heterotephraea Antoine, 2002
- Lawangia Schenkling, 1921
- Lorkovitschia Mikšič, 1968
- Marmylida Thomson, 1880
- Mireia Ruter, 1953
- Niphobleta Kraatz, 1880
- Pachnoda Burmeister, 1842
- Pachnodoides Alexis & Delpont, 2002
- Paleopragma Thomson, 1880
- Paralleucosma Antoine, 1989
- Paranelaphinis Antoine, 1988
- Paraprotaetia Moser, 1907
- Pararhabdotis Kraatz, 1899
- Parastraella Antoine, 2006
- Parelaphinis Holm & Marais, 1989
- Phaneresthes Kraatz, 1894
- Phoxomeloides Schoch, 1898
- Podopholis Moser, 1915
- Podopogonus Moser, 1917
- Polybaphes Kirby, 1827
- Polystalactica Kraatz, 1882
- Protaetia Burmeister, 1842
- Protaetiomorpha Mikšič, 1968
- Pseudoprotaetia Kraatz, 1882
- Pseudotephraea Kraatz, 1882
- Reineria Mikšič, 1968
- Rhabdotis Burmeister, 1842
- Rhabdotops Krikken, 1981
- Rhyxiphloea Burmeister, 1842 (= "Rhixiphloea")
- Simorrhina Kraatz, 1886
- Somalibia Lansberge, 1882
- Stalagmosoma Burmeister, 1842
- Sternoplus Wallace, 1868
- Systellorhina Kraatz, 1895
- Tephraea Burmeister, 1842
- Thyreogonia Reitter, 1898
- Trichocelis Moser, 1908
- Trichocephala Moser, 1916
- Tropinota Mulsant, 1842
- Xeloma Kraatz, 1881

Podplemię Euphoriina
- Euphoria Burmeister, 1842
- Chlorixanthe Bates, 1889

Podplemię Leucocelina
- Acrothyrea Kraatz, 1882
- Alleucosma Schenkling, 1921
- Amaurina Kolbe, 1895
- Analleucosma Antoine, 1989
- Cyrtothyrea Kolbe, 1895
- Discopeltis Burmeister, 1842
- Grammopyga Kraatz, 1895
- Heteralleucosma Antoine, 1989
- Homothyrea Kolbe, 1895
- Leucocelis Burmeister, 1842
- Lonchothyrea Kolbe, 1895
- Mausoleopsis Lansberge, 1882
- Mecaspidiellus Antoine, 1997
- Molynoptera Kraatz, 1897
- Molynopteroides Antoine, 1989
- Oxythyrea Mulsant, 1842
- Paleira Reiche, 1871
- Paralleucosma Antoine, 1989
- Phoxomela Schaum, 1844
- Pseudalleucosma Antoine, 1989
- Pseudooxythyrea Baraud, 1985